# ZNF239
ZNF239‏ (Zinc finger protein 239) هوَ بروتين يُشَفر بواسطة جين ZNF239 في الإنسان.